# Ángelo Preciado
Ángelo Preciado, né le 18 février 1998 à Shushufindi en Équateur, est un footballeur international équatorien qui joue au poste d'arrière droit au Sparta Prague.

## Biographie

### En club
Né à Shushufindi en Équateur, Ángelo Preciado est formé par l'Independiente del Valle, qu'il rejoint en 2015 en provenance de l'América de Quito.
Il joue son premier match en professionnel le 10 juillet 2018, à l'occasion d'une rencontre de championnat face à la SD Aucas. Il est titularisé lors de cette rencontre perdue par son équipe sur le score de trois buts à un.
Le 26 août 2018, Preciado inscrit ses deux premiers buts en championnat, lors de la réception du club d'El Nacional (victoire 4-2).
Avec l'Independiente del Valle, il participe à la Copa Sudamericana en 2019. Il joue notamment les demi-finales remportées face au club brésilien des Corinthians. L'année suivante, il dispute la Copa Libertadores. Il se met en évidence en inscrivant un but en phase de groupe contre l'équipe brésilienne de Flamengo.
En janvier 2021, il signe en faveur du KRC Genk, où il doit remplacer Joakim Mæhle. Il joue son premier match sous ses nouvelles couleurs le 16 janvier 2021, contre le Royal Excel Mouscron, en championnat. Il est titulaire et son équipe s'incline par deux buts à zéro.
Devenu le deuxième choix dans l'esprit de l'entraîneur du KRC Genk Wouter Vrancken au poste d'arrière droit derrière Daniel Muñoz, Ángelo Preciado quitte le club le 4 septembre 2023 afin de rejoindre la Tchéquie et de s'engager en faveur du Sparta Prague,.

### En sélection
Ángelo Preciado est sélectionné avec l'équipe d'Équateur des moins de 20 ans pour participer à la coupe du monde des moins de 20 ans en 2017. Lors de ce tournoi organisé en Corée du Sud, il joue deux matchs. Il se met en évidence en délivrant une passe décisive en phase de groupe contre l'Arabie saoudite, mais son équipe, qui termine dernière de son groupe avec un nul et deux défaites, est éliminée à ce stade de la compétition.
Le 8 septembre 2018, il figure pour la première fois sur le banc des remplaçants de l'équipe nationale A, mais sans entrer en jeu, lors d'une rencontre amicale face à la Jamaïque (victoire 0-2). Le 12 octobre 2018, il honore finalement sa première sélection avec l'équipe nationale d'Équateur face au Qatar. Il entre en jeu en cours de partie ce jour-là, et son équipe s'incline sur le score de quatre buts à trois.
Le 14 novembre 2022, il est sélectionné par Gustavo Alfaro pour participer à la Coupe du monde 2022.

## Statistiques

### En sélection nationale
| Saison                | Sélection             | Phases finales        | Phases finales | Phases finales | Phases finales | Éliminatoires CDM | Éliminatoires CDM | Éliminatoires CDM | Matchs amicaux | Matchs amicaux | Matchs amicaux | Total | Total | Total |
| Saison                | Sélection             | Compétition           | M              | B              | Pd             | M                 | B                 | Pd                | M              | B              | Pd             | M     | B     | Pd    |
| --------------------- | --------------------- | --------------------- | -------------- | -------------- | -------------- | ----------------- | ----------------- | ----------------- | -------------- | -------------- | -------------- | ----- | ----- | ----- |
| 2018-2019             | Équateur              | Copa América 2019     | -              | -              | -              | -                 | -                 | -                 | 3              | 0              | 0              | 3     | 0     | 0     |
| 2020-2021             | Équateur              | Copa América 2021     | 5              | 0              | 0              | 6                 | 0                 | 0                 | -              | -              | -              | 11    | 0     | 0     |
| 2021-2022             | Équateur              | -                     | -              | -              | -              | 7                 | 0                 | 0                 | 2              | 0              | 0              | 9     | 0     | 0     |
| 2022-2023             | Équateur              | Coupe du monde 2022   | 3              | 0              | 1              | -                 | -                 | -                 | 4              | 0              | 0              | 7     | 0     | 1     |
| 2023-2024             | Équateur              | Copa América 2024     | 4              | 0              | 0              | 6                 | 0                 | 0                 | 3              | 0              | 0              | 13    | 0     | 0     |
| 2024-2025             | Équateur              | -                     | -              | -              | -              | 3                 | 0                 | 0                 | -              | -              | -              | 3     | 0     | 0     |
| Total sur la carrière | Total sur la carrière | Total sur la carrière | 12             | 0              | 1              | 22                | 0                 | 0                 | 12             | 0              | 0              | 46    | 0     | 1     |

## Palmarès
- Finaliste de la Recopa Sudamericana en 2020 avec l'Independiente del Valle